# Església de la Nativitat de la Mare de Déu de Sagunt
L'Església parroquial de la Nativitat de la Mare de Déu de Sagunt, també coneguda com a església de Santa Maria constitueix un bé d'interès cultural amb anotació ministerial RI - 51-0004755 de 25 d'octubre de 1982.

## Història
La construcció del temple es va iniciar en 1334 sobre l'antiga mesquita més gran. Inicialment es va realitzar l'absis i la nau fins al penúltim tram i la porta lateral del costat de l'Evangeli, i la portada del costat nord-oest també és del segle xiv.
La portada del costat sud es va afegir al segle xv. Les intervencions dels segles xvi i xvii van aportar elements barrocs, sent revocades les voltas. El 1702 es va edificar un campanar de carreu que va ser desmantellat entre 1808 i 1904. L'any 1799 es van afegir les escalinates amb balustrada que dona accés a la portada nord-oest. Es considera que el material per aquest element va poder procedir del teatre romà.
Entre 1905 i 1913 es va construir el campanar actual, fet de maó sobre la base de carreus de l'anterior. Durant la Guerra Civil Espanyola el temple va perdre gairebé tots els seus béns mobles, salvant part d'un retaule, els Goigs de la vida de la Verge, del segle xvii. El condicionament de l'edifici va portar a la pèrdua de l'arrebossat barroc de les naus. El retaule supervivent de la Guerra Civil va ser restaurat entre 2007 i 2012.

## Descripció
Es tracta d'un temple de tres naus, la central més alta que les laterals, amb l'absis cap a l'Est. Es descompon en quatre trams coberts per voltes de creueria. Al llarg de les parets nord i sud hi ha unes capelles, dues per cadascun dels tres primers trams i una al quart que és més curt. La separació entre les naus es fa mitjançant arcs formers de mig punt, menys en el quart tram en què són apuntats. Els arcs es recolzen sobre columnes octogonals. El campanar és de maó, sobre una base de carreus.